# Дубинин, Вячеслав Иосифович
Вячеслав Иосифович Дубинин (11 июня 1949, Фрунзенская область, СССР — 3 декабря 2018, Никополь, Украина) — советский боксёр, актёр-каскадёр, тренер. Мастер спорта СССР по боксу. Входил в состав Олимпийской сборной СССР (1971—1972) и в десятку сильнейших боксёров Советского Союза. Заслуженный тренер Украины. Чемпион Европы по кикбоксингу и чемпион мира по кикбоксингу среди ветеранов.

## Биография
Родился во Фрунзенской области Киргизской ССР. Семья Дубининых переехала в город Никополь Днепропетровской области Украинской ССР, когда ему было 6 лет.
В начале трудовой карьеры Вячеслав работал в Никополе на Южнотрубном заводе, одновременно занимался боксом в заводском спортивном клубе «Трубник» у тренеров Виктора Самосева и Алексея Великого.
В 1970 году Вячеслав Дубинин выиграл Кубок СССР и стал мастером спорта. В дальнейшем он окончил Киевский институт физкультуры и спорта и работал тренером в Высшем военно-морском политическом училище и в Школе олимпийского резерва.
В 1972 году Дубинин входил в состав сборной СССР, в 1971-72 годах он был (считался) лучшим боксёром СССР в тяжёлом весе.
В. И. Дубинин снимался в кино, по большей части в качестве каскадёра. Он работал в более чем 70 фильмах, первая его работа в кино — каскадёр в фильме кинорежиссера Хуана Антонио Бардема «Предупреждение».
В 1987 году Дубинин впервые в мире исполнил каскадёрский трюк горения заживо.
Во второй половине 1990-х Дубинин работал в Москве в Школе олимпийского резерва.
В 2000 году он вернулся в Никополь и открыл там бесплатную школу кикбоксинга для детей.
В 2014 году Вячеслав Дубинин стал Почётным гражданином Никополя.
Вячеслав Иосифович Дубинин умер в 2018 году в возрасте 69 лет.

## Семья
Мать — Вера Моисеевна, в 1960-е работала на Южнотрубном заводе.
Отец — Иосиф Дубинин.

## Фильмография
Первой его работой в кино была эпизодическая роль в 1981 году в фильме Предупреждение (ГДР, НРБ, СССР).
- 1981 Предупреждение — каскадёр, статист в эпизоде.
- 1984 Груз без маркировки — каскадёр.
- 1986 Капитан «Пилигрима» — каскадёр, дублёр чернокожего актёра.
- 1987 Соломенные колокола
- 1988 Остров сокровищ (мультфильм) — один из пиратов в игровых сценах.
- 1998 Сибирский цирюльник — военный, стоящий за царской семьёй во время парада юнкеров.